# Polizești
Polizești – wieś w Rumunii, w okręgu Braiła, w gminie Stăncuța. W 2011 roku liczyła 173 mieszkańców.